# Арсеньев, Василий Дмитриевич
Васи́лий Дми́триевич Арсе́ньев (1755—1826) — генерал-поручик, московский губернский предводитель дворянства из рода Арсеньевых.

## Жизнь
Родился 22 декабря 1755 года в семье генерал-майора Дмитрия Васильевича Арсеньева, от которого унаследовал обширные имения в Новгородской, Владимирской, Московской и Калужской губерниях. Большую известность получил его брат, Николай Дмитриевич, который был начальником штаба у Суворова и за взятие Измаила был награждён орденом св. Георгия 3-й степени; другой брат, Александр Дмитриевич, был шефом Кабардинского пехотного полка и генерал-лейтенантом.
Образование получил в Пажеском корпусе и в 1771 году был выпущен в лейб-гвардии Преображенский полк, в рядах которого принял участие в русско-турецкой войне. При штурме Измаила занял остров на Дунае между Измаилом и Тулчей и, выбив неприятеля из сильно укреплённого бастиона, несмотря на слабость здоровья, под сильным ружейным и артиллерийским огнём переправился через Дунай и одним из первых высадился на вражеский берег. Здесь он стремительным натиском опрокинул турок и, овладев береговыми укреплениями, поддержал другие части русского десанта, причём был ранен.
В 1782 году был произведён в полковники и назначен командиром в Архангелогородский пехотный полк. В 1787 году произведён в бригадиры и в 1807 году — в генерал-майоры. В том же году Арсеньев был избран Московским уездным предводителем дворянства и в 1810 году — занял ту же должность уже по всей Московской губернии.
Во время Отечественной войны 1812 года был уже генерал-поручиком и одним из начальников Московского ополчения; за отличие при отражении нашествия Наполеона был награждён орденами св. Анны 1-й степени и св. Владимира 2-й степени.
Был одним из близких людей княжны В. Туркестановой, в его доме она жила после смерти родителей. В своей обширной переписке Туркестанова неоднократно вспоминала дядюшку Арсеньева с чувством большой теплоты.
Выйдя в 1817 году в отставку, Арсеньев скончался в Москве 10 февраля 1826 года. Похоронен в Даниловом монастыре.

## Семья
Был женат на Авдотье Александровне Соймоновой (1754—1819), дочери полковника Александра Ивановича Соймонова и Прасковьи Алексеевны, урождённой Бибиковой; тётушке известных русских католичек С. Свечиной и княгини Е. Гагариной. В браке имели детей:
- Дмитрий Васильевич (1777—3.12.1807), убит на дуэли графом Хрептовичем; официально представлено как смерть по неострожности на охоте.
- Александр Васильевич (9.07.1778/9.07.1782—8.08.1840), был камергером, действительным статским советником и директором репертуарной части Императорского Московского театра.
- Николай Васильевич (6.03.1789—18.03.1847), участник наполеоновских войн, исполнял обязанности гражданского губернатора Бессарабии, тайный советник.
- Прасковья Васильевна Брозина (24.05.1783—28.11.1813), была замужем за ген.-лейтенантом Василием Ивановичем Брозиным[2].
- Анна Васильевна (1792—14.01.1832), девица. Воспитанница Смольного института (1815).
- Марфа Васильевна Граго (Грага, Граголь) (11.06.1800—?), была замужем за N. N. Grago.